# Horní Maršov
Horní Maršov (en allemand : Marschendorf) est une commune du district de Trutnov, dans la région de Hradec Králové, en Tchéquie. Sa population s'élevait à 979 habitants en 2020.

## Géographie
Horní Maršov se trouve dans la vallée de l'Úpa, à 13 km au nord-ouest de Trutnov, à 50 km au nord de Hradec Králové et à 118 km au nord-est de Prague.
La commune est limitée par Malá Úpa au nord, par la Pologne et Žacléř à l'est, par Svoboda nad Úpou au sud et par Pec pod Sněžkou à l'ouest.

## Histoire
La première mention écrite de la localité date de 1466.

## Administration
La commune se compose de six quartiers :
- Horní Maršov
- Dolní Albeřice
- Dolní Lysečiny
- Horní Albeřice
- Horní Lysečiny
- Temný Důl